# Verhnozamorske, Lenine
Verhnozamorske (în ucraineană Верхньозаморське) este un sat în comuna Bielinske din raionul Lenine, Republica Autonomă Crimeea, Ucraina.

## Demografie
Componența lingvistică a localității Verhnozamorske
     Rusă (71%)
     Tătară crimeeană (18%)
     Ucraineană (10%)
Conform recensământului din 2001, majoritatea populației localității Verhnozamorske era vorbitoare de rusă (71%), existând în minoritate și vorbitori de tătară crimeeană (18%) și ucraineană (10%).